# ماكسيمليان نيرنشتاين
ماكسيميليان نيرنشتاين (المعروف أيضًا باسم موزيز ماكس نيرنشتاين أو ماكس نيرنشتاين، 1877-1946) كان أستاذًا للكيمياء الحيوية في جامعة بريستول.
اشتهر بما يعرف بتفاعل نيرنشتاين، وهو تفاعل عضوي يصف عملية تحويل كلوريد حمضي إلى هالوكيتون مع ديازوميثان.
عام 1912، عزل عالم الكيمياء الحيوية البولندي كاسيمير فونك مركبًا من المغذيات الدقيقة واقترح تسمية المركب «فيتامين» (وهو عبارة عن «أمين حيوي»)، لكن يُقال أن الاسم اقترحه صديقه ماكس نيرنشتاين.
درس ماكس نيرنشتاين الفينولات الطبيعية والتانينات  الموجودة في أنواع نباتية مختلفة. أظهر عام 1945 أن حمض اللوتيك، وهو جزيء موجود في مايروبالانيتانين، وهو حمض التانين الموجود في ثمار الهليلج الكابلي، هو مركب وسيط في تخليق حمض الإيلاجيك. عمل مع آرثر جورج بيركين، وأعدّا حمض الإلاجيك من الغاروبيلا وبعض الفواكه الأخرى عام 1905. اقترح ماكس أن تركيب الحمض يتكون من الغالويل - الجليسين بواسطة البنسليوم عام 1915. استخدم إنزيم التاناز لإنتاج حامض المعادن من الغالوتانين. وأثبت وجود مادة الكاتشين في حبوب الكاكاو عام 1931.
كما أجرى اختبارات على الحليب والكازينوجين. وأجرى مراجعة لاكتشاف اللاكتوز عام 1936.

## روابط خارجية
- http://www.treccani.it/enciclopedia/maximilian-nierenstein/ (بالإيطالية)